# ماردروس
جوزيف شارل مارْدْرُوس (بالفرنسية: Joseph-Charles Mardrus)‏ ( 1285 - 1368 ه‍ / 1868 - 1949 م ) هو طبيب فرنسي مستشرق.
شغف بالأدب فجمع كثيراً من المخطوطات الشرقية، وترجم معاني القرآن إلى الفرنسية، وكتاب «ألف ليلة وليلة».